# Černousy
Černousy är en ort i Tjeckien. Den ligger i den norra delen av landet, 110 km norr om huvudstaden Prag. Černousy ligger 268 meter över havet och antalet invånare är 322.
Terrängen runt Černousy är huvudsakligen platt, men åt sydväst är den kuperad. Runt Černousy är det ganska glesbefolkat, med 35 invånare per kvadratkilometer. Närmaste större samhälle är Frýdlant v Čechách, 9,4 km söder om Černousy. Omgivningarna runt Černousy är en mosaik av jordbruksmark och naturlig växtlighet.